# Monte Koshka
El Monte Koshka (en ruso: Кошка; en ucraniano: Кішка) es una montaña en los montes de Crimea, cerca del asentamiento de Simeiz dentro del área metropolitana de Yalta de la República Autónoma de Crimea de Ucrania, anexionada per la Rusia desde marzo de 2014. El nombre original en el idioma tártaro de Crimea significa "doble roca", mientras que el nombre ruso significa "gato", ya que la forma de la montaña se asemeja a un gato que se sienta. En altura alcanza los 254 metros. Encima del monte Koshka está situado el observatorio Simeiz, a 360 m sobre el nivel del mar en la ladera sur de las montañas de Crimea.

## Nota
1. ↑  El gobierno autónomo de Crimea y el de Sebastopol declararon su independencia el 11 de marzo de 2014 y se integraron mediante referéndum en la Federación de Rusia el día 18 de marzo. Gran parte de la comunidad internacional no reconoce tanto la declaración de Independencia de Crimea y Sebastopol, como los referendos sobre el estatus político de Crimea y Sebastopol y su posterior anexión a Rusia. La soberanía del territorio es reclamada por Ucrania.